# Saxifraga uninervia
Saxifraga uninervia är en stenbräckeväxtart som beskrevs av John Anthony. Saxifraga uninervia ingår i Bräckesläktet som ingår i familjen stenbräckeväxter. Inga underarter finns listade i Catalogue of Life.